# Busbiina
Busbiina là một chi bướm ngày thuộc họ Lycaenidae.